# پونتکیاناله
پونتکیاناله (به ایتالیایی: Pontechianale) یک کومونه در ایتالیا است که در استان کونیو واقع شده‌است. پونتکیاناله ۹۴٫۵ کیلومتر مربع مساحت و ۱۸۷ نفر جمعیت دارد و ۱٬۶۱۴ متر بالاتر از سطح دریا واقع شده‌است.